# Дуби Т. Г. Шевченка (Шевченківський національний заповідник, 0,02 га)
Дуби Т. Г. Шевченка — ботанічна пам'ятка природи місцевого значення. Об'єкт розташований на території Канівського району Черкаської області, територія Шевченківського національного заповідника.
Площа — 0,02 га, статус отриманий у 1972 році.